# التكية النقشبندية (دهوك)
التكية النقشبندية هي من تكايا العراق التاريخية الأثرية، وشيدت وبنيت عام 1290 هـ/1873م في عهد الدولة العثمانية، من قبل الشيخ محمد طاهر النقشبندي، وتقع في منطقة بامرنى بقضاء العمادية في مدينة دهوك، ولقد جرى تعميرها وتجديد بنيانها في عام 1422هـ/2011م، من قبل حكومة أقليم كردستان العراق، وفيها مصلى مسجد تقام فيهِ حالياً الصلوات الخمسة ويتسع لأكثر من مائة مصل، والتكية هي مركز عبادة للمسلمين من الطريقة الصوفية النقشبندية.